# Вооружённые силы Филиппин
Вооружённые силы Филиппин (таг. Sandatahang Lakas ng Pilipinas) — военная организация Филиппинской Республики предназначенная для защиты свободы, независимости и территориальной целостности государства. Состоят из сухопутных войск, военно-морских и военно-воздушных сил.

## История
После революции 1896 года на Филиппинах началась вооружённая борьба против испанского колониального правления. На собрании в городе Техерос революционное правительство, во главе с Эмилио Агинальдо, объявило о создании Филиппинской армии, основой которой являлись Филиппинские революционные силы, 30 августа 1896 года поднявшие оружие против испанских войск. Война с испанцами продолжалась до 10 декабря 1898 года, когда, по Парижскому мирному договору, Испания отказывалась от всех прав на Филиппины в пользу США.
Поскольку США отказались признать независимость Филиппин, Филиппинская Республика в 1899 году объявила США войну, которая официально продолжалась до 25 сентября 1903 года, когда последние филиппинские части, под командованием генерала Симеона Олы (таг. Simeon Ola), сдались американцам.
После филиппино-американской войны Филиппины стали зависимой от США территорией, и лишь в 1935 году, с предоставлением им более широкой автономии, началось формирование новой Филиппинской армии, в составе которой также образовывались Береговая охрана и Армейский авиакорпус.
Ещё одним вооружённым формированием были Филиппинские полицейские силы (англ. Philippine Constabulary), подчинявшиеся Департаменту внутренних дел.
В связи с осложнением международной обстановки в различных регионах мира (в том числе, в Азиатско-Тихоокеанском регионе) на рубеже 1936-1937 гг., военно-политическое руководство США приняло решение уточнить некоторые положения своей политики на "восточном" направлении (с учётом необходимости обеспечивать авиации США возможность авиаперелётов через Тихий океан). 1 февраля 1937 года была опубликована программная статья, в которой было отмечено, что США намерены обеспечивать безопасность Филиппин до 4 июля 1946 года, а при предоставлении Филиппинам независимости - будет подписан договор, что Филиппины станут нейтральным государством. В это же время было отмечено, что в первом квартале 1937 года на Филиппинах насчитывалось 400 тыс. прошедших военное обучение и пригодных для военной службы резервистов, которые являются частью организованных резервов вооружённых сил США.
7 сентября 1950 года правительство Филиппин приняло решение отправить войска для участия в войне в Корее. 19 сентября 1950 года первый пехотный батальон прибыл в порт Пусан. Всего с 19 сентября 1950 до 13 мая 1955 года в Корее находилось пять батальонов пехоты общей численностью 7420 военнослужащих.
30 августа 1951 года Филиппины и США заключили соглашение о сотрудничестве в сфере обороны, а 8 сентября 1954 года Филиппины вступили в военно-политический блок СЕАТО.
В 1964-1970 гг. филиппинский контингент участвовал в войне во Вьетнаме.
В первой половине 1970х годов были разоружены и расформированы частные военизированные формирования.
В конце 1975 года общая численность вооружённых сил составляла около 67 тыс. человек, они состояли из трёх родов войск:
- Сухопутные войска насчитывали 39 тыс. человек (три лёгкие пехотные дивизии, две отдельные пехотные бригады, артиллерийские и др. части)[5].
- ВВС насчитывали 14 тыс. человек, свыше 50 боевых самолётов, 65 транспортных самолётов и 25 вертолётов[5].
- ВМС насчитывали 14 тыс. человек, 46 различных катеров, 4 базовых тральщика, 11 десантных кораблей и 5 батальонов морской пехоты[5].

23 декабря 1950 года Филиппинская армия получила своё современное название — Вооружённые силы Филиппин. Первоначально они состояли из четырёх основных компонентов: сухопутных войск, военно-воздушных сил, военно-морских сил и полицейских сил. Территория страны первоначально делилась на четыре военных округа, однако, в начале 1980-х годов, обострение положения в стране вынудило снова реорганизовать национальные вооружённые силы. Вместо 4 военных округов были созданы 12 региональных командований.
С июля 2003 до июля 2004 года филиппинское подразделение находилось в Ираке.
В декабре 2008 года правительство Филиппин подписало Конвенцию о отказе от использования кассетных боеприпасов.
Государственный департамент США опубликовал информацию информацию о том, что 30 ноября 2020 г. представителями армии США были доставлены и переданы филиппинским военным 100 управляемых ракет TOW-2, 12 тепловизионных систем, 24 авиабомбы MK-82 и разведывательный дрон "СканИгл".

## Общие сведения
| Вооружённые силы Филиппин                                       | Вооружённые силы Филиппин |
| --------------------------------------------------------------- | --- |
| Виды вооружённых сил:                                           | Сухопутные войска Филиппин (таг. Hukbong Katihan ng Pilipinas); Военно-морские силы Филиппин; Военно-воздушные силы Филиппин (таг. Hukbong Himpapawid ng Pilipinas)                     |
| Призывной возраст и порядок комплектования:                     | Вооружённые силы Филиппин комплектуются призывниками и добровольцами в возрасте 18 — 25 лет (офицеры 21 — 29 лет), неженатыми и незамужними мужчинами и женщинами, гражданами Филиппин. |
| Человеческие ресурсы, доступные для воинской службы:            | мужчины в возрасте 16-49: 25,079,262 женщины в возрасте 16-49: 24,556,912 (2010 оценочно)                                                                                               |
| Человеческие ресурсы, пригодные для воинской службы:            | мужчины в возрасте 16-49: 19,650,825 женщины в возрасте 16-49: 21,029,243 (2010 оценочно)                                                                                               |
| Человеческие ресурсы, ежегодно достигающие призывного возраста: | мужчины: 1,039,679 женщины: 1,001,448 (2010 оценочно) |
| Военные расходы — процент от ВВП:                               | 0.9 % (2005 оценочно), 140 место в мире |

## Состав вооружённых сил

### Военно-воздушные силы
Филиппины и Канада подписали соглашение на сумму 233 миллиона долларов о приобретении вооружёнными силами Филиппин 16 вертолётов типа Бэлл 412 EPI. Вертолёты будут использоваться филиппинскими ВВС «в ходе внутренних операций в сфере безопасности» против боевиков Новой народной армии, а также радикально настроенных групп, примкнувших к террористической организации ИГИЛ.